# Orden de la Familia Real de Isabel II
La Orden de Familia Real de Isabel II es un honor que fue otorgado a las mujeres miembros de la familia real británica por la Reina Isabel II. La orden se utiliza en ocasiones formales.
La orden no debe confundirse con la Insignia de las Túnicas, que llevaba la duquesa viuda de Grafton y anteriormente su predecesora como señora de los ropajes, la duquesa viuda de Devonshire. 

## Aspecto
La Orden de la Familia Real representa a una joven reina Isabel II en traje de noche con la cinta y la estrella de la Orden de la Jarretera.  La miniatura, pintada sobre marfil (vidrio desde 2017), está bordeada de diamantes y coronada por una corona Tudor de diamantes y esmalte rojo.  El reverso, en plata dorada, está estampado con rayos y representa la cifra real y la Corona de San Eduardo en oro y esmalte.  La cinta de seda regada es de color amarillo chartreuse y tiene forma de lazo.  Se lleva prendido al vestido del destinatario en el hombro izquierdo.

## Lista de destinatarios conocidos

### Fallecidos
- Reina Isabel, Reina Madre (madre de Isabel II)[2][3]
- Reina María (abuela de Isabel II)[3]
- La Princesa Margarita, más tarde Condesa de Snowdon (hermana de Isabel II)[4]
- La Princesa Real (tía de Isabel II)[3]
- La Duquesa de Gloucester, más tarde princesa Alicia, duquesa de Gloucester (tía de Isabel II)[3]
- Princesa Marina, duquesa de Kent (tía de Isabel II)[3]
- Princesa Alicia, condesa de Athlone (tía abuela de Isabel II)[5]
- La Princesa de Gales, más tarde Diana, princesa de Gales (nuera de Isabel II)[3]

### Vivos
- 1952: Princesa Alejandra, la Honorable Lady Ogilvy (prima hermana de Isabel II)[6]
- 1961: La Duquesa de Kent (esposa del primo de Isabel II)[7]
- 1969: La Princesa Ana, más tarde princesa real (hija de Isabel II)[3]
- 1973: Princesa Ricardo de Gloucester, más tarde duquesa de Gloucester (esposa del primo de Isabel II)[8]
- 2004: La Condesa de Wessex, más tarde duquesa de Edimburgo  (nuera de Isabel II)[9]
- 2007: La Duquesa de Cornuallles, más tarde la Reina Camila (nuera de Isabel II)[10]
- 2017: La Duquesa de Cambridge, más tarde la Princesa de Gales (nieta política de Isabel II)[11][12]

## Galería

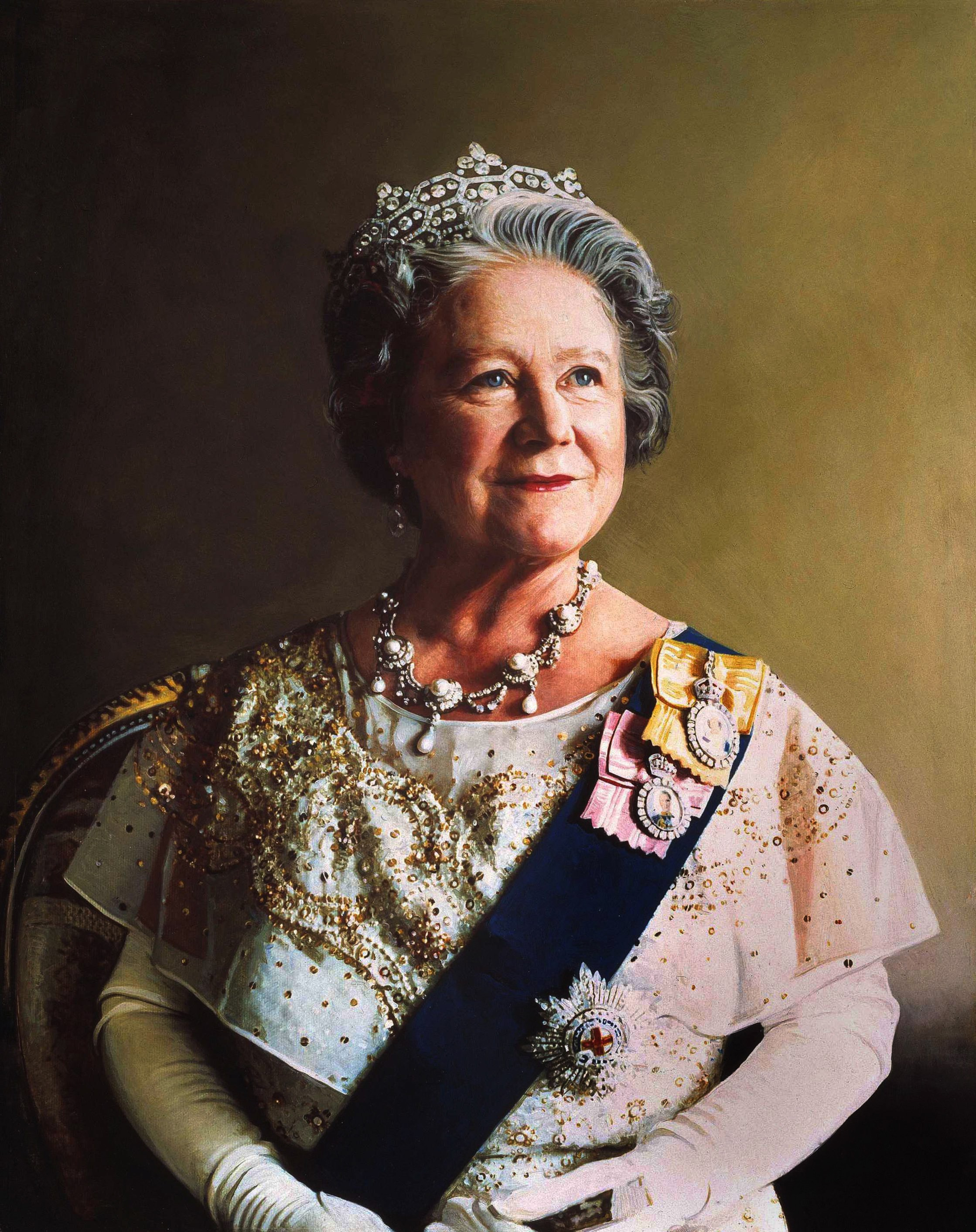
Reina Isabel, La Reina Madre que lleva sus órdenes
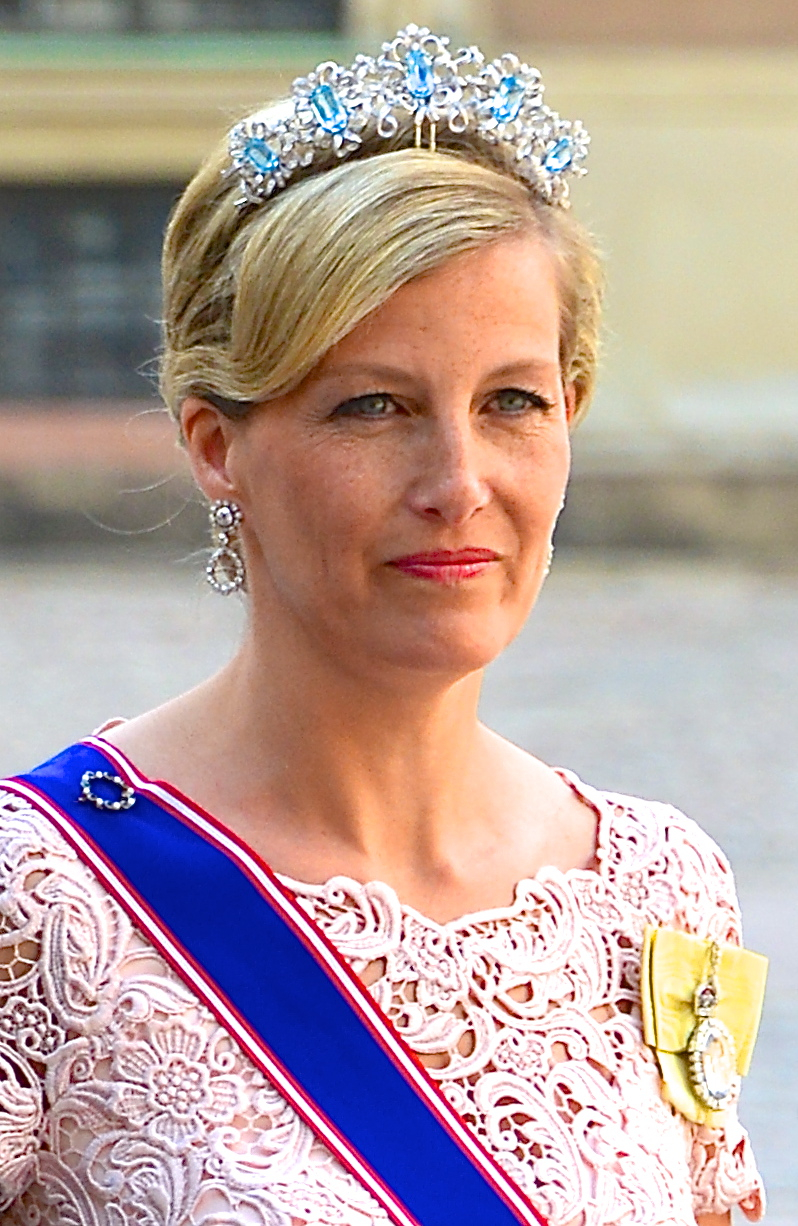
La Condesa de Wessex llevando su orden.